# Základní škola Klausova
Základní škola Klausova je veřejná základní škola, založená v roce 1993 v Klausově ulici v městské části Praha 13. Poskytuje vzdělání ve všech devíti ročnících povinné školní docházky přibližně 530 žákům ročně. V důsledku velkého nárůstu počtu žáků byla škola v roce 2000 rozšířena o nový pavilon.
Ředitelem školy je Petr Neuvirt, jeho zástupkyněmi jsou Renata Vondráková, Michaela Šimánková a Marie Dvořáková.

## Jméno školy
Všechny ulice na sídlišti Velká Ohrada nesou jména českých a slovenských lékařů. Název školy tedy odkazuje na českého gynekologa a porodníka, profesora Univerzity Karlovy Karla Klause (1898–1969).

## Vybavení školy
Ve škole se nachází několik odborných učeben. Jde o dvě počítačové učebny, přírodovědnou učebnu s vnitřní a venkovní částí, odbornou učebnu fyziky a chemie, chemickou laboratoř, učebnu výtvarné výchovy, jazykové učebny, dílny, kinosál, cvičnou kuchyňku, keramickou učebnu, pěstební místnost a učebnu robotiky.
Dále škola disponuje dvěma velkými tělocvičnami, venkovním sportovištěm, fotbalovým stadionem, divadelním a tanečním sálem a knihovnou (rozdělenou do dvou učeben).

### Školní družina
Žáci 1.–3. tříd mají možnost navštěvovat školní družinu, která je v provozu ráno od 6:30 do 7:40, odpoledne pak od 11:40 do 17:30.

### Stravovací zařízení
ZŠ Klausova provozuje školní jídelnu, která každý den připravuje dva pokrmy a polévku.
Kromě školní jídelny se v prostorách školy dále nachází jídelní automat Happy Snack a od prosince 2023 také pobočka řetězce ReFresh Bistro.
Škola je zapojena do programů Mléko do škol a Ovoce a zelenina do škol.

## Organizace výuky
Výuka v každém z devíti ročníků probíhá v 1–3 paralelních třídách a řídí se školním vzdělávacím programem R. O. Z. U. M. (Rozvoj Osobnosti, Zdraví, Učení, Morálky).
Žákům druhého stupně nabízí škola volitelné předměty Sportovní příprava, Přírodovědný seminář a Seminář robotiky.
ZŠ Klausova se řídí principy demokratické školy a působí na ní žákovský parlament.

### Výuka jazyků
Výuka anglického jazyka probíhá od prvního ročníku – nejprve s jednohodinovou týdenní dotací, ve druhém ročníku je dotace dvouhodinová a v dalších ročnících jsou předmětu věnovány tři vyučovací hodiny týdně.
V šestém ročníku se výuka rozšiřuje o druhý cizí jazyk, dle volby žáka jde o němčinu nebo španělštinu. Škola také pro žáky pravidelně pořádá zájezdy do anglicky, německy a španělsky mluvících zemí.
Nadstavbovou výuku v této oblasti zajišťuje jazyková škola Rolino.

### Sportovní aktivity
Mezi pravidelné sportovní aktivity žáků patří návštěvy plaveckého bazénu (ve 3. a 4. ročníku), škola v přírodě spojená s lyžováním (v 5. ročníku) a lyžařský kurz (v 7. ročníku).
Škola také poskytuje prostory svých tělocvičen a hřiště různým sportovním oddílům. Jedná se například o Fotbalový klub SK Motorlet Praha, KABU Praha – karate či Taneční skupinu DEMO.

### Ročníkové práce
Žáci 9. tříd si volí odborné téma, které pod vedením jednoho z učitelů písemně zpracovávají formou závěrečné ročníkové práce. Svou práci následně prezentují také ústně.

## Dopravní dostupnost a okolí školy
Přibližně 200 m od školy se nachází autobusová zastávka Velká Ohrada. Tu využívají linky 142, 184 a 225 Pražské integrované dopravy, které školu propojují s některými stanicemi pražského metra (Nové Butovice, Luka, Stodůlky či Nemocnice Motol).
Přístup do školy zajišťuje podchod pod okružní silnicí sídliště Velká Ohrada.
V blízkosti školy se nachází Prokopské údolí a Dalejské údolí.

## Školní aktivity a mimoškolní akce
Škola pro své žáky a jejich rodiče každý rok pořádá několik akcí. Zejména jde o tradiční Vánoční jarmark, Den otevřených dveří, Sportovní den, Karneval školní družiny, „Cyklo-pěško jízdu“, Den kroužků či slavnostní vyřazování žáků 9. tříd (ceremoniál pro žáky, kteří ukončili své studium na základní škole).

### Vánoční jarmark
Každoročně v adventním čase škola ve svém areálu pořádá Vánoční jarmark. Učitelé společně s žáky připravují doprovodný program, žáci 1. stupně dále v průběhu školního roku tvoří výrobky, které si následně návštěvníci jarmarku mohou zakoupit.

### Den kroužků
Tato akce probíhá vždy v září. Žáci a jejich rodiče se na ní mají možnost seznámit s nabídkou kroužků pro daný školní rok, jejich charakterem a náplní.

### Školičky pro předškoláky
Jako „Školičky“ se označují pravidelně pořádaná setkání určená pro budoucí žáky prvních tříd a jejich rodiče. Jejich účelem je návštěvníkům blíže představit členy pedagogického sboru a způsob organizace výuky.

### Přednášky organizace ORNITA
Žáci se dozvídají, jak žijí ptáci na území České republiky, jak si staví hnízda a jak přezimují. Tyto přednášky často bývají doplňovány ukázkami práce s živými ptáky, které ošetřovatelé někdy nechávají proletět po školní tělocvičně.
V rámci projektu ORNITA se také žáci účastní výtvarných soutěží, v rámci kterých vytvářejí obrázky ptactva.

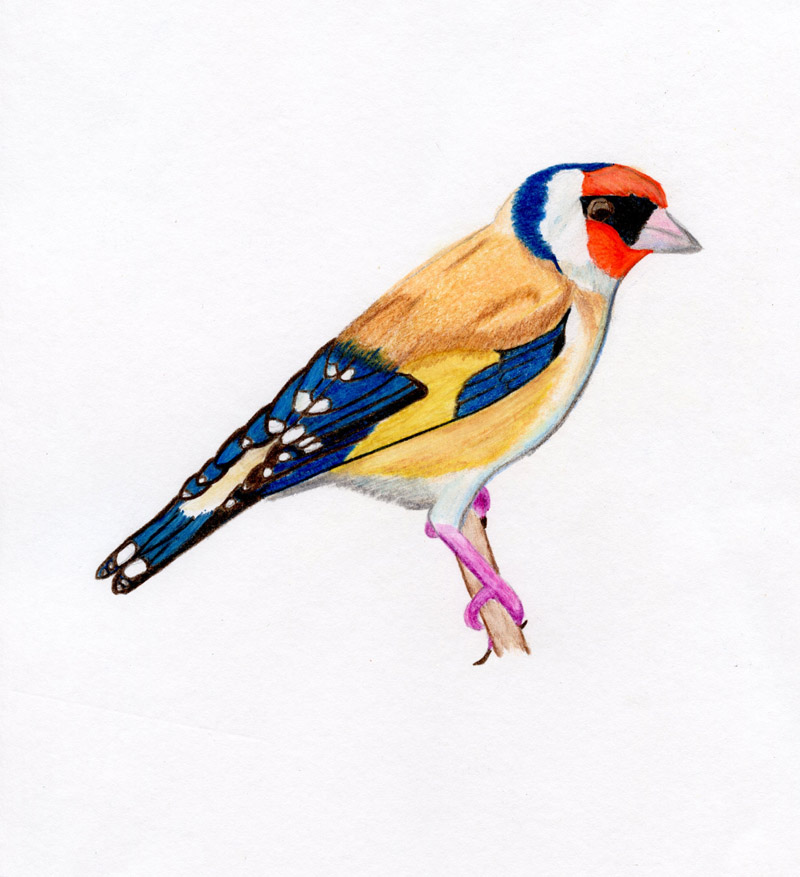
Soutěž "Ptáci v naší zahradě" 2012/2013 - ZŠ Klausova

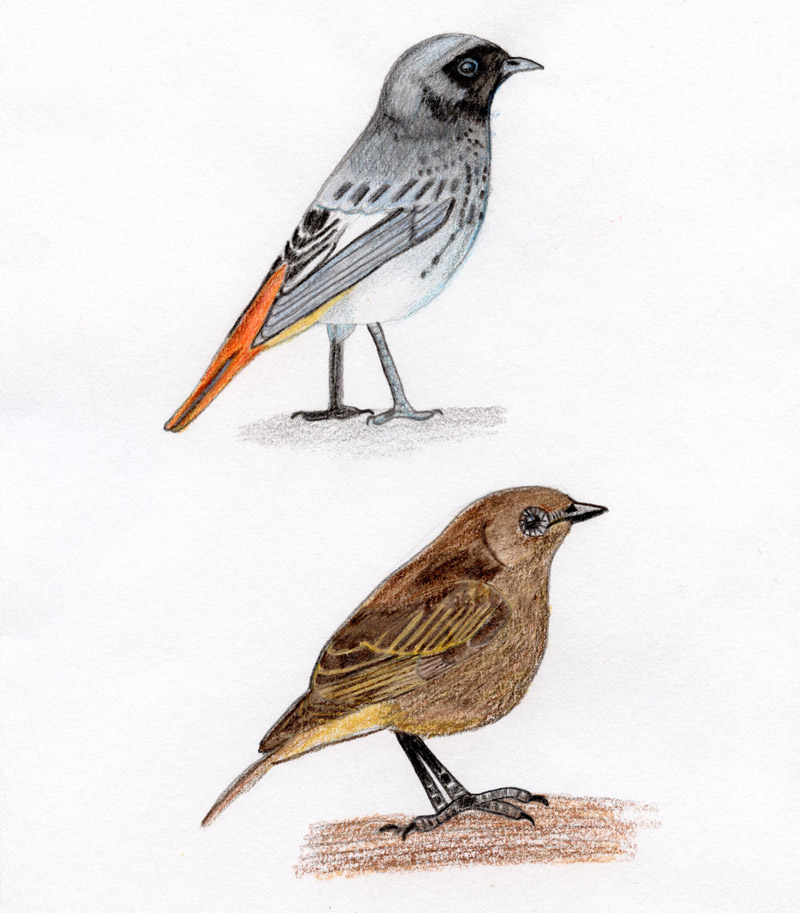
Soutěž "Ptáci v naší zahradě" 2012/2013 - ZŠ Klausova